# Pommard
Pommard – miejscowość i gmina we Francji, w regionie Burgundia-Franche-Comté, w departamencie Côte-d’Or.
Według danych na rok 1990 gminę zamieszkiwały 552 osoby, a gęstość zaludnienia wynosiła 55 osób/km² (wśród 2044 gmin Burgundii Pommard plasuje się na 420. miejscu pod względem liczby ludności, natomiast pod względem powierzchni na miejscu 930.).